# Socca malonogometno prvenstvo Hrvatske
Socca malonogometno prvenstvo Hrvatske održava se od 2019. Organizira ga Hrvatska malonogometna udruga "Socca Hrvatska".
Prve utakmice prve završnice Prvenstva odigrane su 29. lipnja 2019.
Na završnici prvenstva 2023. prvi put u povijesti na nekom natjecanju u socci upotrijebila se tehnologija VAR.
Kvalifikacija na završnicu Prvenstva ostvaruje se preko partnerskih liga i turnira Hrvatskog socca malonogometnog saveza. Ponekad se prima i ograničen broj prijava van kvalifikacijskog sustava.
Pravo nastupa za socca reprezentaciju u idućih godinu dana od završnice Prvenstva ostvaruju isključivo igrači koji nastupe nazavršnici Socca PH.

## Izdanja završnice Prvenstva
Kazalo
u zagradi pored ekipe su gradovi/regije iz koje su se kvalificirali
(?? treba zamijeniti gradom - sjedište kluba/ekipe)
| Lokacija        | Godina | Broj gradova/ regija | Broj ekipa | Prvaci                                        | #2                             | #3                         | #4                                                     | Najbolji strijelac | Najbolji strijelac                  | Najbolji igrač                         | Ref                              |
| --------------- | ------ | -------------------- | ---------- | --------------------------------------------- | ------------------------------ | -------------------------- | ------------------------------------------------------ | ------------------ | ----------------------------------- | -------------------------------------- | -------------------------------- |
| Lokacija        | Godina | Broj gradova/ regija | Broj ekipa | Prvaci                                        | #2                             | #3                         | #4                                                     | Golovi             | Igrač (Klub)                        | Igrač (Klub)                           | Ref                              |
| Kerestinec      | 2024.  |                      | 13         | Sunprotect Sisak                              | Tesla’s bar Jarun Zagreb       | MNK Šine Novi Izbor Split  | MNK Vinkovci-Restoran Nada                             |                    | ()                                  | Dorjan Franceković (Tesla’s Bar Jarun) | [ 8 ] [ 9 ] [ 10 ] [ 11 ] [ 12 ] |
| Kerestinec      | 2024.  | 8:5                  | 8:5        | 4:2                                           | 4:2                            |                            |                                                        |                    | ()                                  | Dorjan Franceković (Tesla’s Bar Jarun) | [ 8 ] [ 9 ] [ 10 ] [ 11 ] [ 12 ] |
| Cestica         | 2023.  |                      | 10         | Sunprotect Sisak ()                           | 10x Team Cestica ()            | NK Dragovoljac Poličnik () | CB Barca Klanjec ()                                    |                    | Tomislav Đurić (Sunprotect Sisak)   | Tomislav Đurić (Sunprotect Sisak)      | [ 13 ] [ 14 ]                    |
| Cestica         | 2023.  | 5:4                  | 5:4        | 5:4                                           | 5:4                            |                            |                                                        |                    | Tomislav Đurić (Sunprotect Sisak)   | Tomislav Đurić (Sunprotect Sisak)      | [ 13 ] [ 14 ]                    |
| Kerestinec      | 2022.  |                      | 12         | Restoran i Sobe NADA Vukovar – Vinkovci ()    | CB PodRoom Đurđevac ()         | 10x Team Cestica ()        | MNK MC Plus Sveta Nedelja ()                           |                    | Marin Ležaić (Restoran i Sobe NADA) | Marin Ležaić (Restoran i Sobe NADA)    | [ 16 ] [ 17 ]                    |
| Kerestinec      | 2022.  | 5:3                  | 5:3        | 3:0                                           | 3:0                            |                            |                                                        |                    | Marin Ležaić (Restoran i Sobe NADA) | Marin Ležaić (Restoran i Sobe NADA)    | [ 16 ] [ 17 ]                    |
| Zagreb, Žitnjak | 2021.  |                      | 16         | Štefan Kumrovec ()                            | Grill bar Paulaner Zagreb ()   | MNK Bjelovar ()            | Adrenalinski park Vručina, GalOn i Slap ??Ludbreg?? () | 8                  | Tomislav Pleić (MNK Bjelovar)       | Marko Strabić (Štefan Kumrovec)        | [ 19 ] [ 20 ] [ 21 ]             |
| Zagreb, Žitnjak | 2021.  | 4:1                  | 4:1        | 7:6 (5:5)                                     | 7:6 (5:5)                      |                            |                                                        | 8                  | Tomislav Pleić (MNK Bjelovar)       | Marko Strabić (Štefan Kumrovec)        | [ 19 ] [ 20 ] [ 21 ]             |
| Zagreb, Žitnjak | 2020.  |                      | 12         | MNK Bjelovar ()                               | Sobe Apartmani Zagreb ()       | Štefan Kumrovec ()         | Restoran i Sobe NADA Vukovar – Vinkovci ()             |                    | Niko Breščaković (SAZ)              | Ante Pavličević (MNK Bjelovar)         | [ 22 ] [ 23 ]                    |
| Zagreb, Žitnjak | 2020.  | 5:4                  | 5:4        | 4:2                                           | 4:2                            |                            |                                                        |                    | Niko Breščaković (SAZ)              | Ante Pavličević (MNK Bjelovar)         | [ 22 ] [ 23 ]                    |
| Zagreb, Keglić  | 2019.  |                      | 18ili20    | Autoprijevoznik Blažević MNK Sasina Zagreb () | Auto servis Crnaić Vinkovci () | Team 10 ?? ()              | CBS Dentum ?? ()                                       | 12                 | Marin Ležaić (AS Crnaić Vinkovci)   | Karlo Stojić (APB MNK Sasina)          | [ 24 ] [ 25 ] [ 26 ] [ 27 ]      |
| Zagreb, Keglić  | 2019.  | 4:2                  | 4:2        | 4:3                                           | 4:3                            |                            |                                                        | 12                 | Marin Ležaić (AS Crnaić Vinkovci)   | Karlo Stojić (APB MNK Sasina)          | [ 24 ] [ 25 ] [ 26 ] [ 27 ]      |

## Vanjske poveznice
- soccacroatia.eu, Socca Croatia / Hrvatski Socca malonogometni savez, prije malinogomet.hr (preusmjerava)
- arhiva vijesti o socca malom nogometu